# John Carl Buechler
John Carl Buechler (né le 18 juin 1952 à Belleville (Illinois) et mort le 18 mars 2019) est un réalisateur, maquilleur et technicien d'effets spéciaux américain.

## Biographie
John Carl Buechler était principalement connu pour ses travaux sur les films d'horreur et de science-fiction, principalement dans le cadre du film Empire Pictures de Charles Band, et pour la réalisation de films tels que Troll, Vendredi 13 (VIIe partie:  Un nouveaux défi), Cellar Dweller et Ghoulies III: Ghoulies Go au collège. Son travail inclut Ghoulies, From Beyond, Troll, TerrorVision, Poupées, Prison, , Vendredi XIII Partie VII: Le Nouveau Sang, Halloween 4: Le Retour de Michael Myers et Hatchet.
Après avoir reçu un diagnostic de cancer de la prostate de stade IV, son épouse a créé une page GoFundMe pour aider à payer les frais médicaux. John Carl Buechler est décédé le 18 mars 2019.  

## Filmographie

### Comme réalisateur
- 1984 : Ragewar
- 1986 : Troll
- 1988 : Cellar Dweller
- 1988 : Vendredi 13, chapitre VII : Un nouveau défi
- 1991 : Ghoulies 3: Ghoulies Go to College (vidéo)
- 1998 : Les Proies : La Résurrection (en)
- 2001 : Péril de glace (Deep Freeze)
- 2002 : Curse of the Forty-Niner
- 2003 : A Light in the Forest
- 2004 : Grandpa's Place
- 2006 : The Strange Case of Dr. Jekyll and Mr. Hyde
- 2011 : Dark Star Hollow

### Comme technicien des effets spéciaux
- 1980 : Dr. Heckyl and Mr. Hype (en)
- 1982 : Sorceress (en)
- 1982 : Androïde
- 1983 : Deathstalker
- 1984 : Mestema, le maître du Donjon (en) (Ragewar)
- 1985 : Ghoulies
- 1985 : Trancers
- 1985 : Hard Rock Zombies (en)
- 1986 : Troll
- 1986 : Eliminators (en)
- 1986 : TerrorVision
- 1986 : Aux portes de l'au-delà
- 1987 : Les Poupées
- 1987 : Le Visiteur (en) (The Caller)
- 1987 : Les Crados, le film (The Garbage Pail Kids Movie)
- 1987 : Slave Girls, les captives de l'espace (Slave Girls from Beyond Infinity)
- 1988 : Prison
- 1988 : Transmutation (Demonwarp)
- 1988 : Cellar Dweller (en)
- 1988 : Vendredi 13, chapitre VII : Un nouveau défi
- 1988 : Les Damnés du passé (Ghost Town)
- 1988 : Le Cauchemar de Freddy
- 1988 : Ghoulies 2 d'Albert Band
- 1988 : Halloween 4
- 1988 : Sang et passion (en) (To Die For)
- 1989 : Arena (en) de Peter Manoogian
- 1989 : Indiana Jones et la Dernière Croisade
- 1990 : Re-Animator 2
- 1991 : Le fils des ténèbres (en) (Son of Darkness: To Die For II)
- 1991 : Ghoulies 3: Ghoulies Go to College
- 1992 : Jouets démoniaques (Demonic Toys)
- 1992 : Spellcaster (en) de Rafal Zielinski
- 1992 : Seedpeople (en)
- 1993 : Carnosaur
- 1993 : Red Rock West
- 1993 : Necronomicon
- 1994 : Dinosaur Island
- 1994 : Scanner Cop
- 1995 : Metalbeast (en) (Project Metalbeast)
- 1995 : Terreur
- 1995 : Biohazard: The Alien Force (en)
- 1995 : Bikini Drive-In
- 1995 : Cyborg 3: The Recycler (en)
- 1996 : Carnosaur 3
- 1998 : Les Proies - La résurrection (en)
- 2000 : Four Dogs Playing Poker (en)
- 2000 : Blood Surf (Krocodylus)
- 2002 : Curse of the Forty-Niner (en)
- 2003 : Dark Wolf
- 2003 : Péril de glace (Deep Freeze)
- 2003 : The Mummy's Kiss
- 2004 : La maison du Docteur Moreau (en) (Dr. Moreau's House of Pain)
- 2004 : Grandpa's Place
- 2004 : Tomb of the Werewolf
- 2004 : Countess Dracula's Orgy of Blood
- 2005 : Mortuary de Tobe Hooper
- 2005 : The Gingerdead Man
- 2006 : Butcher : La Légende de Victor Crowley (Hatchet)
- 2006 : The Strange Case of Dr. Jekyll and Mr. Hyde

### Comme maquilleur
- 1978 : Stingray
- 1982 : Mutant
- 1983 : Love Letters
- 1983 : Mausoleum
- 1983 : Deathstalker
- 1984 : The Prey
- 1985 : Fright Show
- 1985 : Zone Troopers
- 1985 : Re-Animator
- 1987 : Pleasure Planet
- 1987 : Les Poupées
- 1987 : The Garbage Pail Kids Movie
- 1988 : Pulse Pounders
- 1988 : Le Cauchemar de Freddy
- 1989 : Le Fantôme de l'Opéra
- 1990 : Re-Animator 2
- 1990 : The Sleeping Car
- 1991 : La Fin de Freddy : L'Ultime Cauchemar
- 1994 : Tammy and the T-Rex
- 1995 : Scanners: The Showdown
- 1995 : Halloween 6
- 1996 : Freeway
- 1997 : Alien Escape
- 2000 : Four Dogs Playing Poker
- 2002 : Curse of the Forty-Niner
- 2003 : A Light in the Forest
- 2004 : Out for Blood
- 2006 : The Strange Case of Dr. Jekyll and Mr. Hyde
- 2008 : Gingerdead Man 2: Passion of the Crust
- 2010 : Neowolf